# Heeren (Stendal)
Heeren is een plaats en voormalige gemeente in de Duitse deelstaat Saksen-Anhalt, en maakt deel uit van de Landkreis Stendal.
Heeren is sedert 1 januari 2010 een Ortschaft van de stad Stendal.

## Historische bijzonderheden
Heeren wordt in het midden van de 12e eeuw voor het eerst in een document vermeld. 
Oorspronkelijk waren hier twee dorpjes, Westheeren en Ostheeren, die het gebruik van de dorpskerk deelden. In 1858 ging Ostheeren grotendeels door brand verloren. In 1936 fuseerden West- en Ostheeren tot één dorp en één gemeente.
Tot en met de DDR-periode (1949-1990) waren landbouw, groente- en veeteelt de belangrijkste bedrijfstakken in het dorp. Tegenwoordig is dit nog steeds zo, hoewel er ook een kleine fabriek van bouwmaterialen staat, en er in nieuwe huizen in het dorp forensen zijn gaan wonen.
In 1962 vond een boer in de gemeente tijdens het ploegen op zijn akker een pot met Romeinse denarii. Deze munten zijn, evenals tussen 1992 en 2005 in dezelfde akker gevonden andere denarii, grotendeels opgenomen in de Archeologische afdeling van het Winckelmann-Museum te Stendal.

## Afbeeldingen

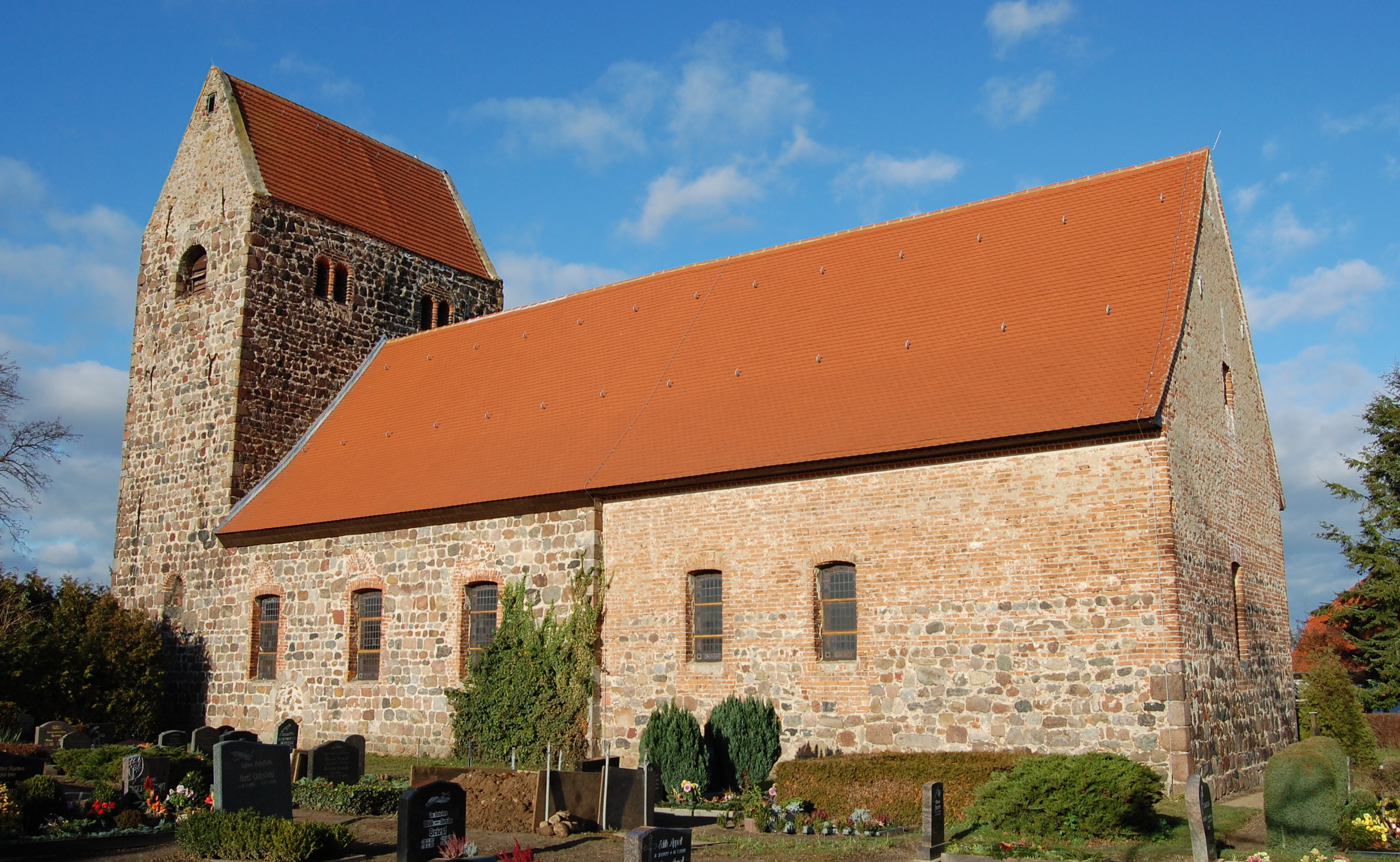
Dorpskerk van Heeren
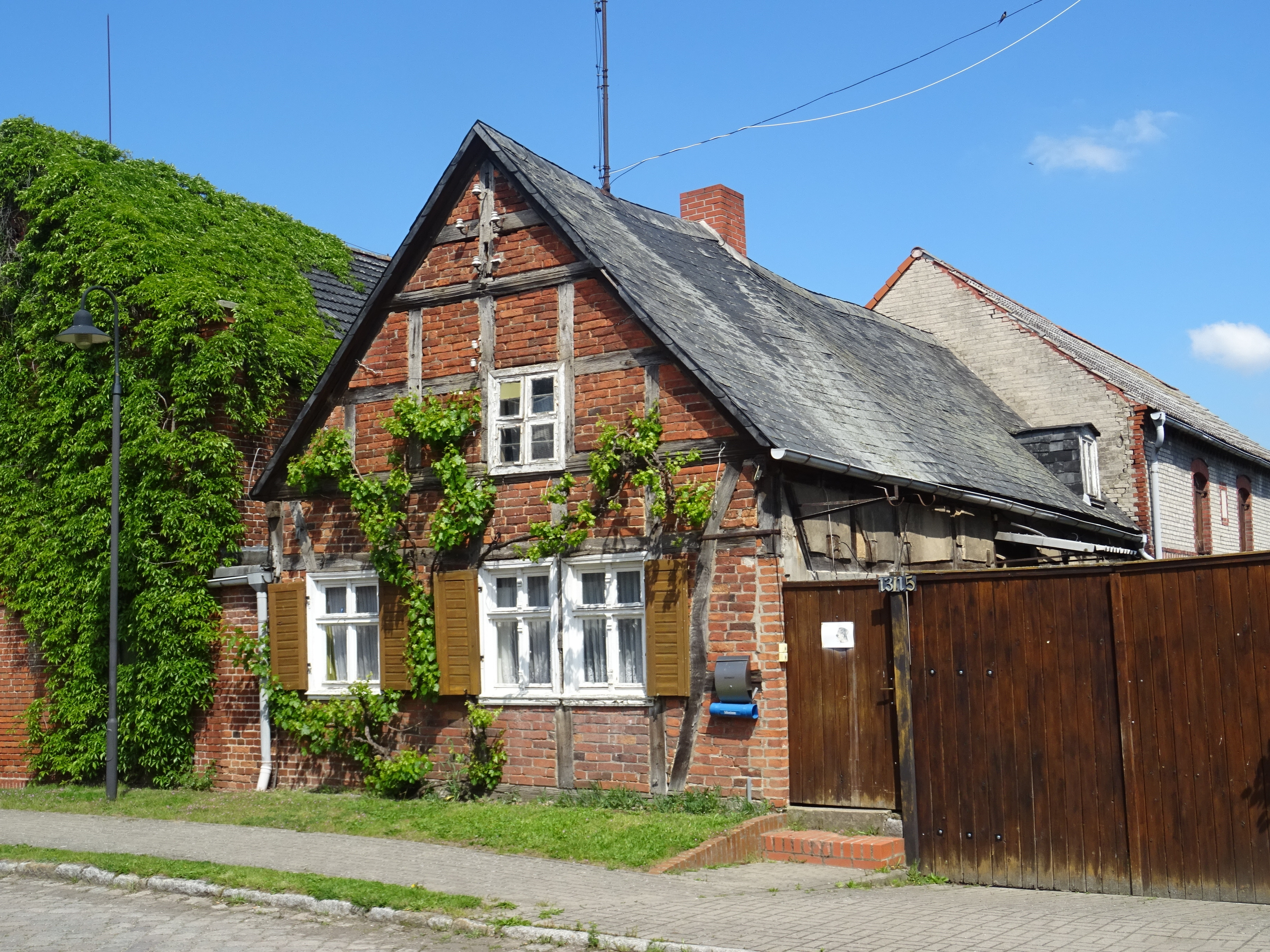
Onder monumentenzorg staand, eeuwenoud vakwerkhuisje

De dorpskerk, in romaanse stijl, dateert uit de tweede helft van de 12e eeuw.
Het hierboven afgebeelde vakwerkhuisje is een zogenaamd Altenteil. Dat is een apart woongedeelte van een boerderij, waar de ouders van de boer na de overdracht van het bedrijf aan hun zoon konden blijven wonen.

## Geografie
Heeren ligt ongeveer 8 km ten zuid-zuidoosten van de stad Stendal. Het is per belbuslijn met Stendal verbonden.